# Červená Voda (Eslováquia)
Červená Voda é um município da Eslováquia, situado no distrito de Sabinov, na região de Prešov. Tem 5,45 km² de área e sua população em 2018 foi estimada em 506 habitantes.

## Demografia
| Ano:        | 1994 | 2004   | 2014    | 2024   |
| ----------- | ---- | ------ | ------- | ------ |
| Broj ljudi: | 447  | 448    | 493     | 527    |
| Razlika:    |      | +0,22% | +10,04% | +6,89% |

| Ano:               | 2023 | 2024   |
| ------------------ | ---- | ------ |
| Número de pessoas: | 515  | 527    |
| Diferença:         |      | +2,33% |